# معبد فوگوانگ
معبد فوگوانگ (چینی: 佛光寺) معبد بودایی واقع‌شده پنج کیلومتری دوچون، شهرستان ووتای در شانشی، چین است. سالن اصلی معبد، سالن بزرگ شرقی است که در سال ۸۵۷ پس از میلاد در طول فرمانروایی دودمان تانگ (۹۰۷–۶۱۸) ساخته شد. بنا به تاریخچه‌های معماری، این معبد سومین سازهٔ الواری قدیمی در چین است. این معبد در سدهٔ بیستم میلادی توسط تاریخ‌دان معمار لیانگ سیچنگ در سال ۱۹۳۷ دوباره کشف شد. این معبد همچنین یک سالن مهم دیگر متعلق به سال ۱۱۳۷ دارد. امروزه این معبد بخشی از سایت میراث جهانی یونسکو است و تحت بازسازی قرار دارد.